# Saison 2022 de l'équipe cycliste TotalEnergies
La saison 2022 de l'équipe cycliste TotalEnergies est la vingt-troisième de cette équipe.

## Coureurs et encadrement technique

### Arrivées et départs
| Coureur         | Provenance     | Durée contrat |
| --------------- | -------------- | ------------- |
| Maciej Bodnar   | Bora-Hansgrohe | 2022-2023     |
| Sandy Dujardin  | Néo-pro        | 2022-2023     |
| Alan Jousseaume | Néo-pro        | 2022-2023     |
| Daniel Oss      | Bora-Hansgrohe | 2022-2023     |
| Juraj Sagan     | Bora-Hansgrohe | 2022-2023     |
| Peter Sagan     | Bora-Hansgrohe | 2022-2023     |

| Coureur            | Nouvelle équipe                    | Durée contrat |
| ------------------ | ---------------------------------- | ------------- |
| Leonardo Bonifazio | Retraite                           |               |
| Jérôme Cousin      | Retraite                           |               |
| Damien Gaudin      | Retraite                           |               |
| Marlon Gaillard    | Retraite                           |               |
| Florian Maitre     |                                    |               |
| Adrien Petit       | Intermarché-Wanty-Gobert Matériaux | 2022-2023     |
| Romain Sicard      | Retraite                           |               |

### Effectif
| Coureur            | Date de Nais.             | Équipe en 2021     | Cont. |
| ------------------ | ------------------------- | ------------------ | ----- |
| E. Boasson Hagen   | 17 mai 1987 (35 ans)      | TotalEnergies      | 2023  |
| Maciej Bodnar      | 7 mars 1985 (37 ans)      | Bora-Hansgrohe     | 2023  |
| Niccolò Bonifazio  | 29 octobre 1993 (29 ans)  | TotalEnergies      | 2022  |
| Mathieu Burgaudeau | 17 novembre 1998 (24 ans) | TotalEnergies      | 2022  |
| Jérémy Cabot       | 24 juillet 1991 (31 ans)  | TotalEnergies      | 2023  |
| Víctor de la Parte | 22 juin 1986 (36 ans)     | TotalEnergies      | 2023  |
| Fabien Doubey      | 21 octobre 1993 (29 ans)  | TotalEnergies      | 2022  |
| Sandy Dujardin     | 29 mai 1997 (25 ans)      | Vendée U (Néo-pro) | 2023  |
| Valentin Ferron    | 8 février 1998 (24 ans)   | TotalEnergies      | 2022  |
| Alexandre Geniez   | 16 avril 1988 (34 ans)    | TotalEnergies      | 2022  |
| Fabien Grellier    | 31 octobre 1994 (28 ans)  | TotalEnergies      | 2022  |
| Alan Jousseaume    | 3 août 1998 (24 ans)      | Vendée U (Néo-pro) | 2023  |
| Pierre Latour      | 12 octobre 1993 (29 ans)  | TotalEnergies      | 2022  |

| Coureur            | Date de Nais.              | Équipe en 2021 | Cont. |
| ------------------ | -------------------------- | -------------- | ----- |
| Chris Lawless      | 4 novembre 1995 (27 ans)   | TotalEnergies  | 2022  |
| Lorrenzo Manzin    | 26 juillet 1994 (28 ans)   | TotalEnergies  | 2022  |
| Daniel Oss         | 13 janvier 1987 (35 ans)   | Bora-Hansgrohe | 2023  |
| Paul Ourselin      | 13 avril 1994 (28 ans)     | TotalEnergies  | 2022  |
| Cristian Rodríguez | 3 mars 1995 (27 ans)       | TotalEnergies  | 2022  |
| Juraj Sagan        | 23 décembre 1988 (34 ans)  | Bora-Hansgrohe | 2023  |
| Peter Sagan        | 26 janvier 1990 (32 ans)   | Bora-Hansgrohe | 2023  |
| Julien Simon       | 4 octobre 1985 (37 ans)    | TotalEnergies  | 2022  |
| Geoffrey Soupe     | 22 mars 1988 (34 ans)      | TotalEnergies  | 2022  |
| Niki Terpstra      | 18 mai 1984 (38 ans)       | TotalEnergies  | 2022  |
| Anthony Turgis     | 16 mai 1994 (28 ans)       | TotalEnergies  | 2022  |
| Dries Van Gestel   | 30 septembre 1994 (28 ans) | TotalEnergies  | 2022  |
| Alexis Vuillermoz  | 1er juin 1988 (34 ans)     | TotalEnergies  | 2022  |

### Stagiaires
| Coureur         | Date de Nais.              | Équipe en 2022 | Cont. |
| --------------- | -------------------------- | -------------- | ----- |
| Antoine Devanne | 16 septembre 2000 (21 ans) | Vendée U       | 2022  |
| Mattéo Vercher  | 26 janvier 2001 (21 ans)   | Vendée U       | 2022  |

## Champions nationaux, continentaux et mondiaux
| Date         | Course                                          | Maillot | Coureurs      | Pays               | Lieu         |
| ------------ | ----------------------------------------------- | ------- | ------------- | ------------------ | ------------ |
| 22 juin 2022 | Championnats de Pologne du contre-la-montre     |         | Maciej Bodnar | Pologne            | Leoncin      |
| 26 juin 2022 | Championnats de Slovaquie de cyclisme sur route |         | Peter Sagan   | République tchèque | Mladá Vožice |